# کالج شهری نیویورک
کالج شهری نیویورک یا سیتی کالج نیویورک (به انگلیسی: City College of New York) قدیمی‌ترین از بین ۲۳ دانشگاه سامانه دانشگاه شهری نیویورک است که در سال ۱۸۴۷ میلادی در زمینی به مساحت ۱۴۱۶۴۰ مترمربع در شمال منهتن واقع در محله هارلم (نیویورک) ساخته شد. سیتی کالج اولین مرکز آموزش عالی دولتی و رایگان در ایالات متحده آمریکا بود.
این دانشگاه اکنون داری ۵۰۸ استاد و ۱۵۸۸۹ دانشجو است.

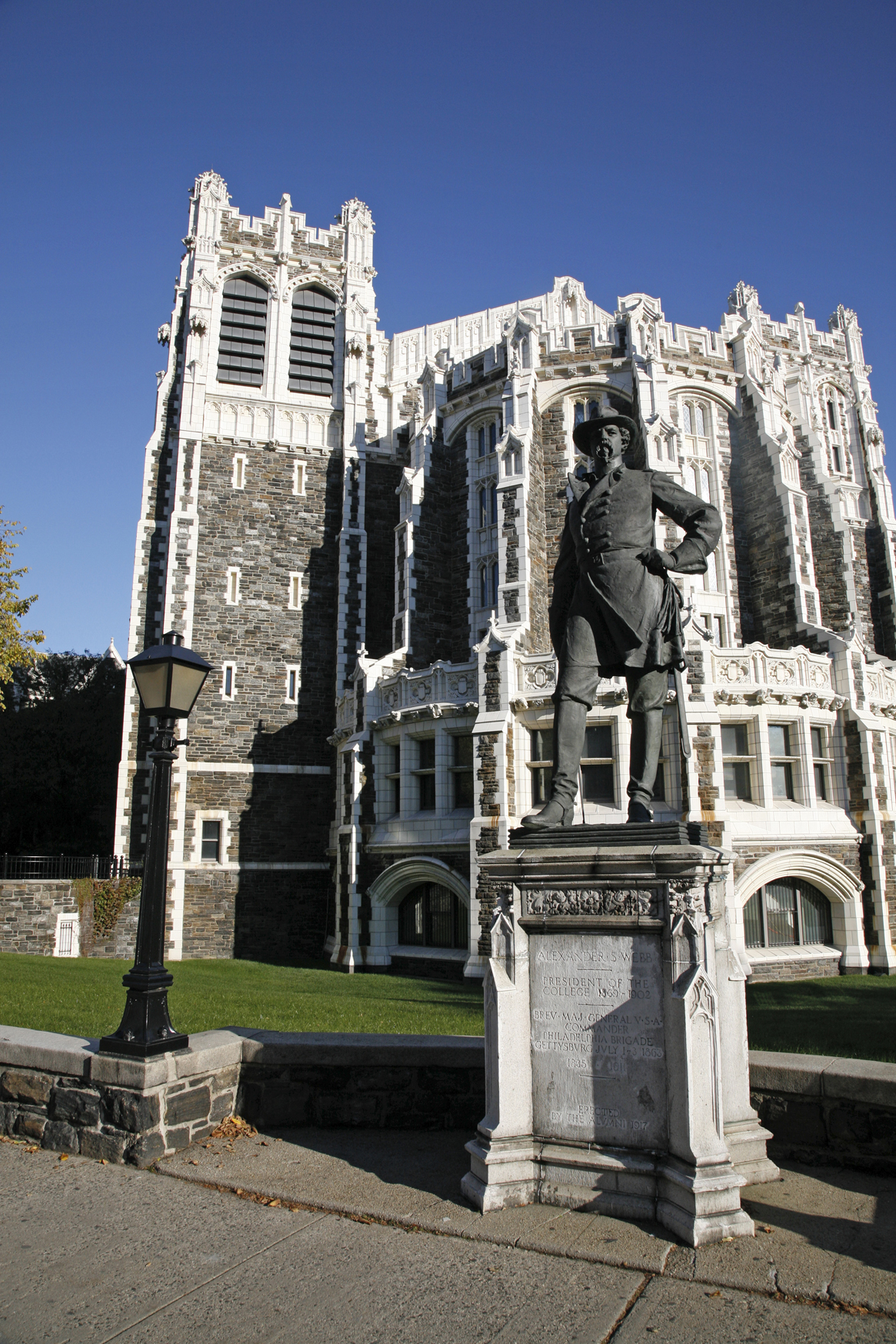
نمای یکی از قدیمی‌ترین ساختمانهای سیتی کالج

## مشاهیر
۹ برنده جایزه نوبل از مشاهیر این دانشگاه هستند.